# Средній Поток
Средній Поток (словен. Srednji Potok) — поселення в общині Костел, регіон Південно-Східна Словенія, Словенія. Висота над рівнем моря: 324,6 м.